# Mimetus syllepsicus
Mimetus syllepsicus là một loài nhện trong họ Mimetidae.
Loài này thuộc chi Mimetus. Mimetus syllepsicus được miêu tả năm 1832 bởi Hentz.